# Breuninger
E. Breuninger GmbH & Co, opgericht in 1881 door Eduard Breuninger in Stuttgart, exploiteert warenhuizen in Duitsland onder de naam Breuninger. Het bedrijf positioneert zich in het hogere marktsegment met een focus op mode.

## Geschiedenis
Het stamhuis werd in 1881 in Stuttgart geopend door Eduard Breuninger, nadat hij het pand aan de Münzstrasse 1 had overgenomen van E.L. Ostermayer. Binnen een paar jaar werden de bovenste verdiepingen van het pand in gebruik genomen als extra winkelruimte. In 1888 verhuisde Breuninger eerst naar Münzstrasse 7, maar door ruimtegebrek gebruikte hij al snel beide panden.
Het toenmalige pand in de Münzstrasse 7 werd in 1903 vervangen door ene nieuw, ruimer gebouw. Vijf jaar later een derde pand gebouwd aan de Sporerstrasse 7. Tijdens de Eerste Wereldoorlog breidde Breuninger zijn nieuwe gebouw uit tot aan het marktplein. Ondanks de crisisjaren bouwde Eduard Breuninger vanaf 1929 het nieuwe winkelpand aan de Marktstrasse 3, ontworpen door de architecten Eisenlohr & Pfennig. De opening vond plaats in 1931.
Na het overlijden van Eduard Breuninger in 1932 nam zijn zoon Alfredhet bedrijf over. Op 1 mei 1933 trad hij toe tot de NSDAP en in 1935 werd hij door de nazi's benoemd tot lid van de gemeenteraad van Stuttgart en werd staflid van het districtskantoor voor economie en belastingen. In 1937 breidde Breuninger het bedrijfspand uit met de overname van het kantoorgebouw op Marktplatz 16 dat in Joods bezit was. Tijdens de oorlog had het bedrijf buitenlandse dwangarbeiders in dienst.
Tijdens de Tweede Wereldoorlog werden alle panden van het bedrijf verwoest. Na een juridisch geschil en de betaling van een schadevergoeding van 360.000 Duitse mark in 1950, kon het bedrijf het van joodse eigenaren aangekochte pand op het marktplein behouden. Na het overlijden van Alfred Breuninger in 1947 nam de derde generatie de leiding over met Heinz Breuninger. Door de financiële krapte slaagde Breuninger er slechts geleidelijk in om zijn verkoopruimten weer op te bouwen.
In 1952 werd de beer Breuni geïntroduceerd, die nog steeds de mascotte van het bedrijf is.
In 1968 richtte Heinz Breuninger samen met zijn dochter Helga Breuninger  de Breuninger Stiftung op.
In de jaren zestig veranderde Breuninger van een pure kledingverkoper in een totaalwarenhuis. Maar omdat het aantal klanten dat van buiten Stuttgart kwam om bij Breuninger te kopen, merkbaar afnam, besloot het bedrijf in de jaren zeventig om ook buiten de stad uit te breiden. De eerste Breuningerland werd in 1973 geopend in Ludwigsburg, gevolgd door Breuningerland in Sindelfingen in 1980. Het concept Breuningerland bestaat uit een winkelcentrum met andere aangesloten winkels en restaurants. Zowel Ludwigsburg als Sindelfingen zijn tot op de dag van vandaag de meest winstgevende vestigingen van Breuninger. Anders dan in de beginjaren worden de twee winkelcentra sinds 1 april 1998 echter niet meer beheerd door Breuninger zelf, maar door ECE Projektmanagement.
In de jaren 1970 leidde Heinz Breuninger de net in het bedrijf binnen gekomen Willem G. van Agtmael op tot zijn opvolger. Nadat Heinz Breuninger in 1980 op 60-jarige leeftijd overleed, nam Van Agtmael de leiding over. Sindsdien heeft hij de expansiekoers van Breuninger doorgezet; kort na de Duitse hereniging opende Breuninger vestigingen in Dresden en Leipzig. Sindsdien volgden nog negen vestigingen. In 2004 nam Willem van Agtmael samen met advocaat Wienand Meilicke uit Bonn het grootste deel van het bedrijf over.
Sinds maart 2006 duidt de onderneming haar stamhuis in Stuttgart aan als Flagship Store.
In 2006 werden drie vestigingen van het bedrijf in Würzburg, Pforzheim en Düsseldorf gesloten. In februari 2008 werd het filiaal in Dresden gesloten.
In oktober 2013 werd het op een na grootste Breuninger-warenhuis geopend in de Kö-Bogen in Düsseldorf. Hier is een samenwerking aangegaan met het Restaurant Sansibar van Sylt en met het museum Kunstsammlung Nordrhein-Westfalen.
Sinds eind 2017 is Breuninger ook in Oostenrijk actief als webshop. Hiervoor is een in eigen huis ontwikkelde online shop ontwikkeld, die het bestaande systeem verving. In augustus 2019 werd de webshop voor Zwitserland actief.

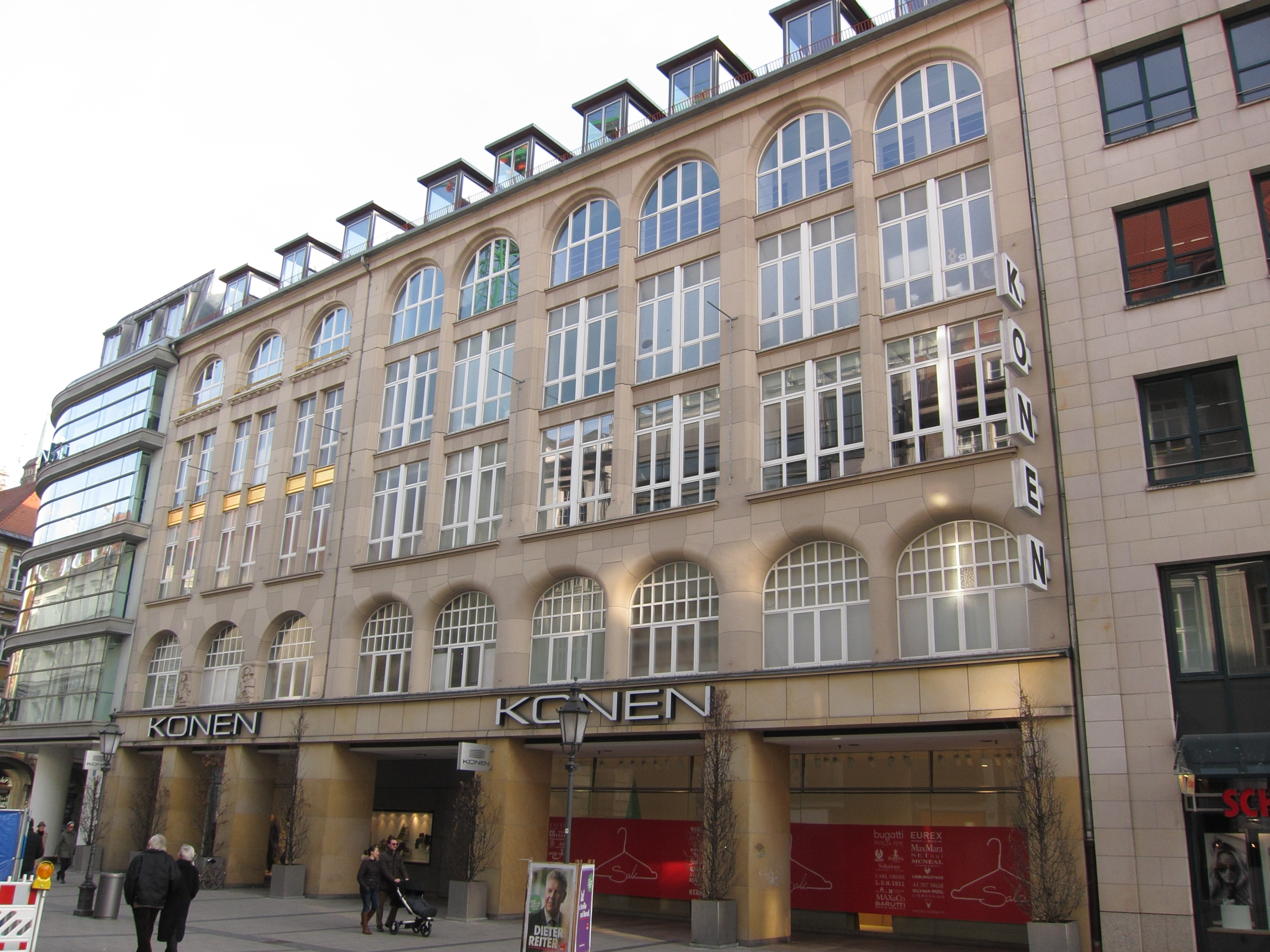
Konen in München

In mei 2021 bereikten Breuninger en Konen Bekleidungshaus GmbH & Co. KG overeenstemming over de overname van Konen, met een stamhuis aan de Sendlinger Strasse in München (verkoopoppervlakte 12.500 m²) en een vestiging in het winkelcentrum City Concorde in Bertrange-Helfenterbrück in Luxemburg. De Luxemburgse vestiging opereert onder de naam BRAM en is een winkeloppervlakte van 11.000m² en 700 medewerkers het grootste modehuis van het land.
In september 2024 werd bekend dat sinds juni van dat jaar gewerkt wordt aan de verkoop van Breuninger. De warenhuizen en het vastgoed zouden een overnamebedrag van minstens € 2 miljard op moeten brengen, waarvan € 1,8 miljard voor het vastgoed.

## Eigendom
Breuninger is eigendom van drie families: de families Meilicke en Van Agtmael hebben elk 40% van de aandelen; de familie Bretschneider/Seidel bezit 20%.
Willem van Agtmael stond tot september 2012 aan het hoofd van de driekoppige directie. Daarna werd het directiecomité uitgebreid tot vijf leden en werd de leiding overgedragen aan Willy Oergel. De directie rapporteert aan een Raad van Commissarissen, die bestaat uit leden van de aandeelhoudende families.
In september 2017 nam Holger Blecker de leiding over. Hij werkt sinds 1990 bij het bedrijf en maakt sinds 2012 deel uit van het management van het bedrijf.
In 2015 bedroeg de omzet 756 miljoen euro en had de onderneming ongeveer 5500 medewerkers.

## Warenhuizen

### Stamhuis Stuttgart

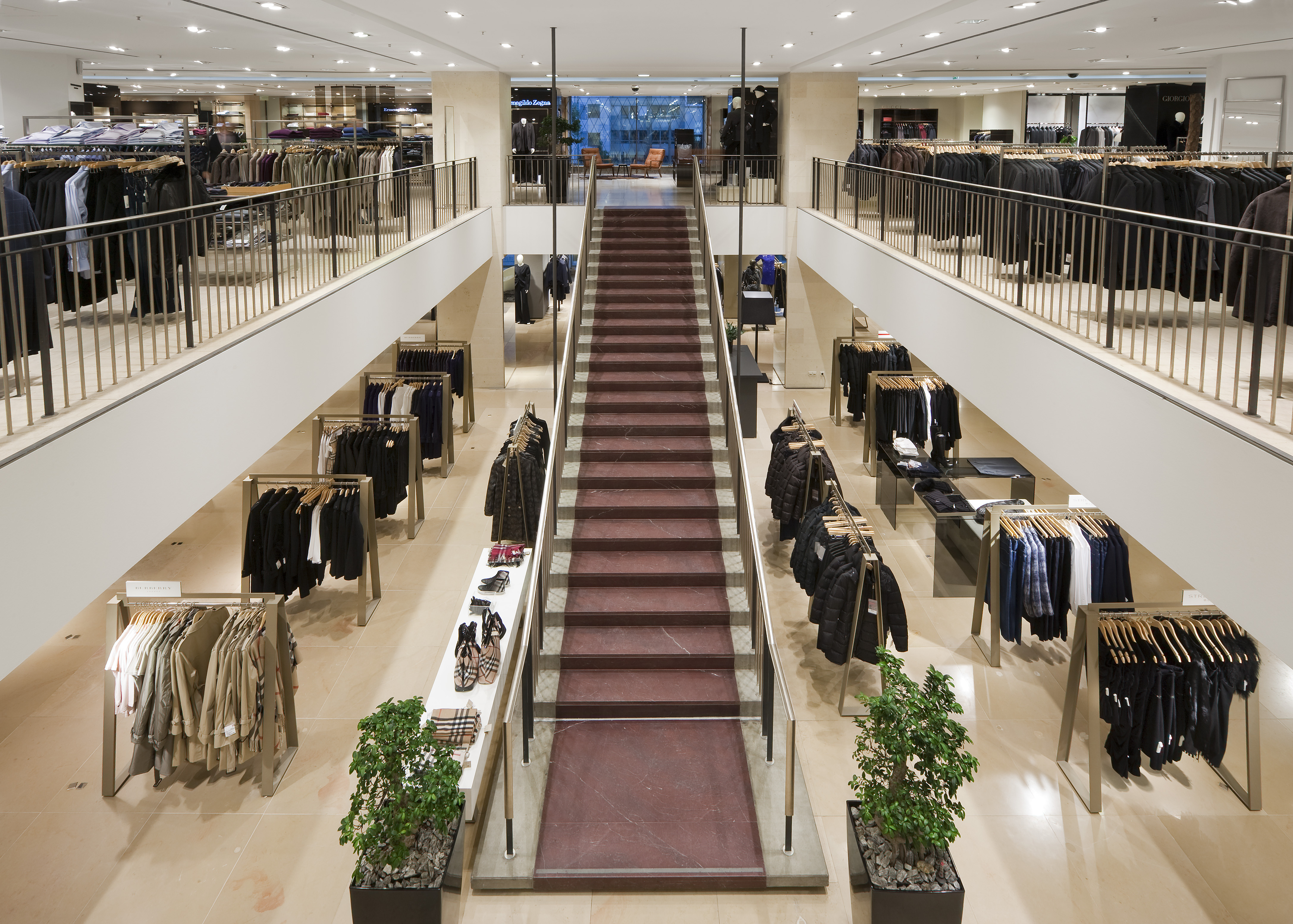
Binnenaanzicht van Breuninger Stuttgart

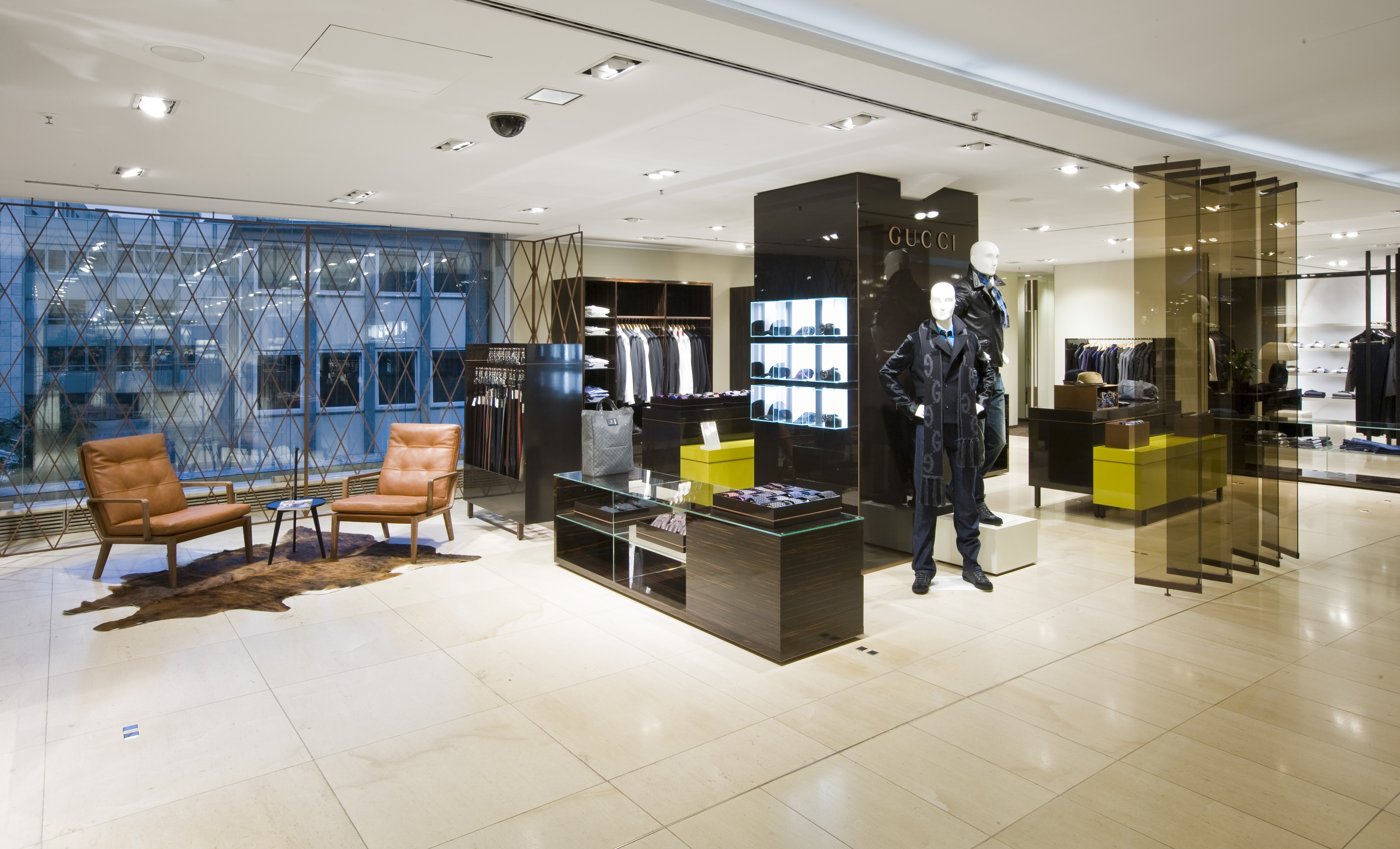
Breuninger herenafdeling, Stuttgart

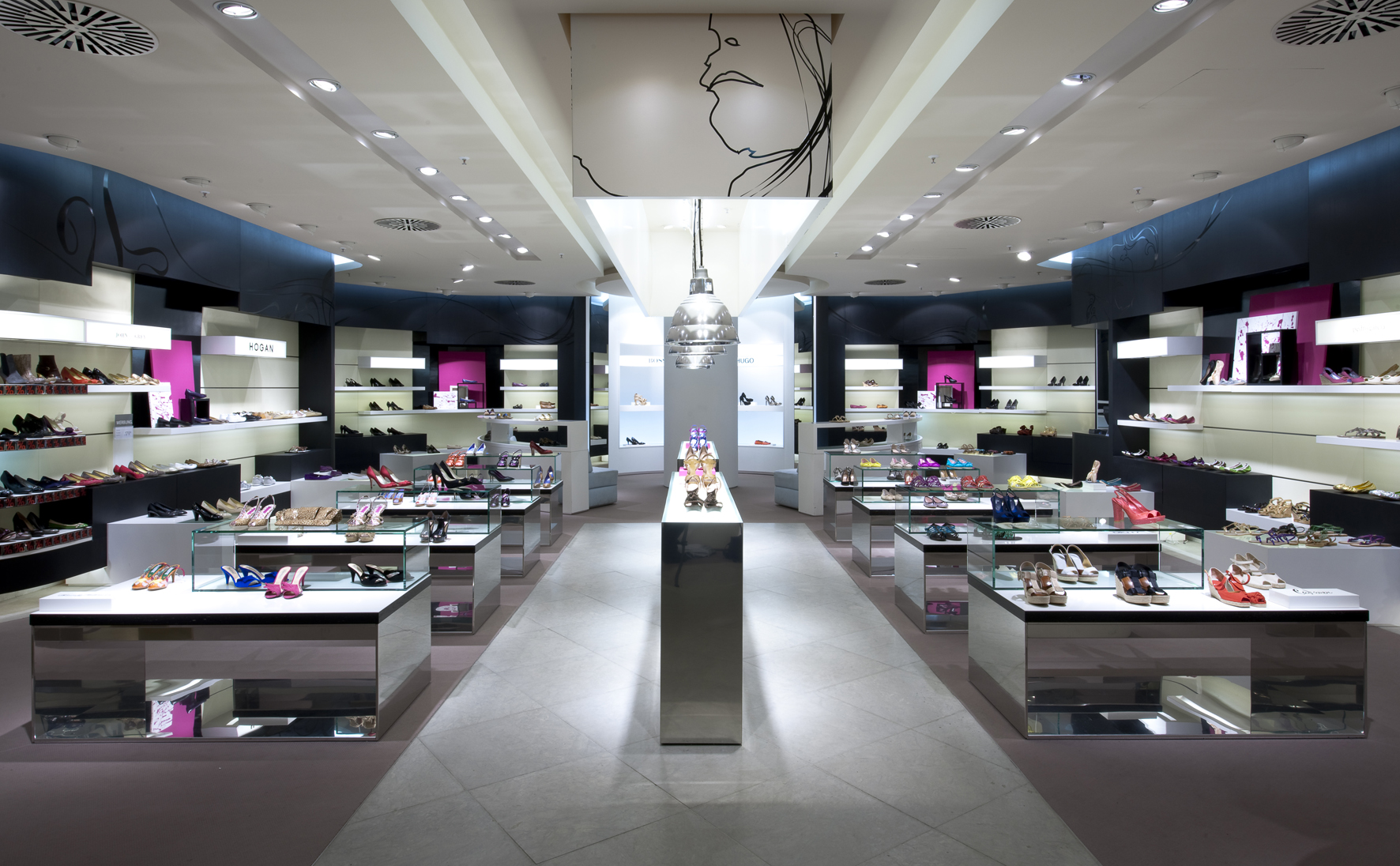
Afdeling damesschoenen, Stuttgart

Het stamhuis is sinds 1881 gevestigd aan de Marktplatz in Stuttgart. Met een verkoopoppervlakte van 35.000m² is het een van de grootste warenhuizen van Duitsland. De buitengevel van het pand is architectonisch eenvoudig, heeft grijs pleisterwerk en etalages op de begane grond. De buitengevel wordt regelmatig bekleed met nieuwe motieven en beslaat een oppervlakte van 65 meter breed en 10 meter hoog.
In 1989 werd het hoofdgebouw uitgebreid met de Karlspassage. Sindsdien loopt er een openbaar voetgangersgebied door het warenhuis, dat 's avonds, ook na winkelsluiting, doorgang biedt. 's Nachts is de doorgang gesloten.

### Overige warenhuizen

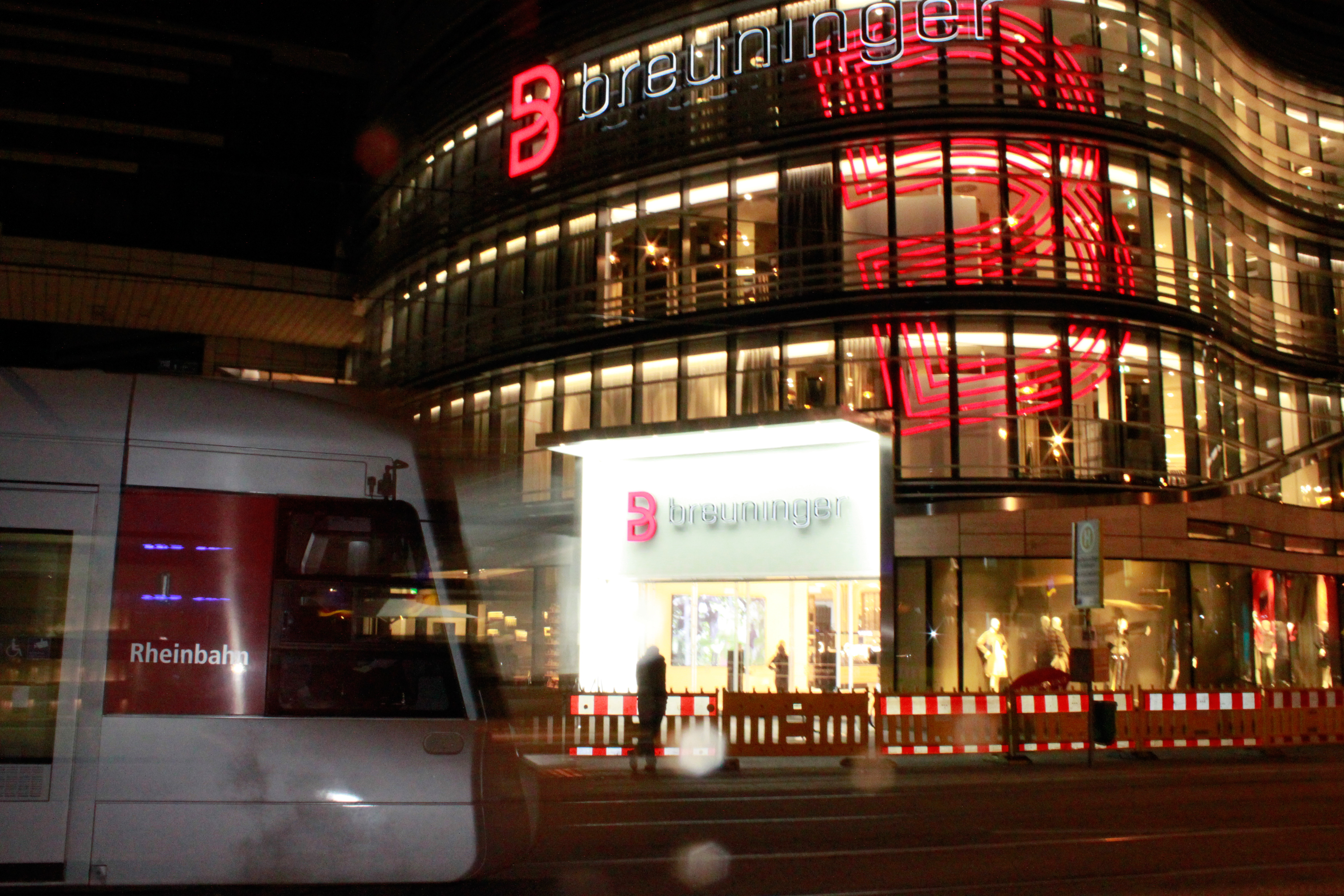
Breuninger in de Kö-Bogen, Düsseldorf

- Düsseldorf (voorheen Heinemann, gesloten in 2006; sinds oktober 2013 in de nieuw gebouwde “Kö-Bogen”[10])
- Erfurt
- Freiburg im Breisgau (voorheen Kaufhaus Schneider)
- Hamburg, vanaf 17 oktober 2024 in het Westfield Überseequartier[11]
- Karlsruhe (voorheen Kaufhaus Schneider, verhuist naar voormalige Hertie-gebouw)
- Leipzig
- Ludwigsburg (in Breuningerland Ludwigsburg)
- Luxemburg, Bertrange (onder de naam BRAM)
- München (voorheen Konen)
- Neurenberg
- Reutlingen
- Sindelfingen (in Breuningerland Sindelfingen)
- Sulzbach (in het Main-Taunus-Zentrum )

In het voorjaar van 2024 werd bekend gemaakt dat de vestiging in Reutlingen eind 2024 sluit, wegens de afnemende bezoekersaantallen.

### Voormalige warenhuizen
- Dresden (gesloten in 2008)
- Ettlingen (gesloten in 2004)
- Pforzheim (gesloten in 2006)
- Würzburg (gesloten in 2006)
- Keulen (Modehaus Görtz, gesloten in 2004)[13]

## Kritiek

### Geschillen over arbeidsrelaties
Breuninger valt niet onder de CAO voor de detailhandel. In 2010 werkte zo'n 1.800 van de 5.500 medewerkers met een flexibel uren-contract tussen de twee en veertig uur per week. In een interview met het tijdschrift Stern bekritiseerde de toenmalige minister van Arbeid Ursula von der Leyen dit model letterlijk als "onbeschaamd", omdat de medewerkers noch de kwaliteit van de producten, noch de reclame beïnvloeden en toch een groot deel van het bedrijfsrisico dragen.
De praktijk bij Breuninger is in tegenspraak met de jurisprudentie uit 2005 van de federale Arbeidsrechtbank. Bij flexibele arbeidsovereenkomsten mag er slechts een afwijking van maximaal 25% meer of minder zijn dan de afgesproken werktijd. Von der Leyen noemde Breuninger specifiek als negatief voorbeeld. Deze praktijk komt ook voor bij andere bedrijven in de modebranche.
In 2010 had het bedrijf een aantal geschillen over de ondernemingsraad. Een werknemer die op de vakbondslijst van Verdi stond, werd een maand later ontslagen. Bij de ondernemingsraadverkiezingen in mei 2010 kreeg de lijst van Verdi vijf zetels. Een paar maanden later ontsloeg het bedrijf twee keer een vrouwelijk lid van deze lijst zonder opzegtermijn: ze had een valse beëdigde verklaring afgegeven bij haar aanvraag voor ontheffing voor de ondernemingsraad en had geprobeerd een mobiele telefoon af te luisteren tijdens een ondernemingsraadvergadering. Beide opzeggingen werden in januari 2011 ongeldig verklaard door de arbeidsrechtbank van Stuttgart.

### Bontverkoop
Dierenrechtenorganisaties hadden kritiek op het warenhuis vanwege de verkoop van bont en organiseerden daarom tal van protesten tegen Breuninger-vestigingen in verschillende steden. In oktober 2018 kondigde Breuninger aan dat het vanaf het voorjaar van 2020 echt bont uit het assortiment zou halen en alleen nog bontproducten zou verkopen die in overeenstemming waren met de Zwitserse bontverklaring. In dit kader sloot Breuninger zich aan bij het internationale Fur Free Retailer Program.

## Trivia
- In de winkels in Stuttgart, Düsseldorf, Sindelfingen, Ludwigsburg, Freiburg en Neurenberg is een Breuninger Confisserie. Sinds 1951 maakt ze in haar eigen fabriek in Sindelfingen haar eigen chocolaatjes, taarten en gebak.
- Al in de jaren vijftig had Breuninger liften en roltrappen.
- Het huis bood als eerste warenhuis zijn klanten een eigen parkeergarage aan. De toenmalige managingpartner Heinz Breuninger bracht het idee mee terug van een reis naar de VS.
- Sinds de jaren twintig van de twintigste eeuw was het voor alle medewerkers in de klantenruimte verplicht om alleen kleding in wit, zwart en grijs te dragen. Inmiddels is de dresscode op sommige plekken versoepeld.
- Van 1971 tot 1988 had het stamhuis in Stuttgart een zwembad op het dak. Bij het graven van de bouwput voor het warenhuis stuitten de arbeiders in 1971 op een bron. Omdat het een mineraalhoudende bron was, werd het warenhuis op de bovenste verdieping uitgebreid met een mineraalbad met een 25-meterbad, sauna en fitnessruimte. Breuninger sloot het zwembad in het voorjaar van 1988 vanwege teruglopende bezoekersaantallen en stijgende kosten. Het exploitatietekort was gegroeid tot meer dan een miljoen Duitse mark per jaar.